# Салинела (Рагуза)
Салинела је насеље у Италији у округу Рагуза, региону Сицилија.
Према процени из 2011. у насељу је живело 10 становника. Насеље се налази на надморској висини од 560 м.